# Spekularität

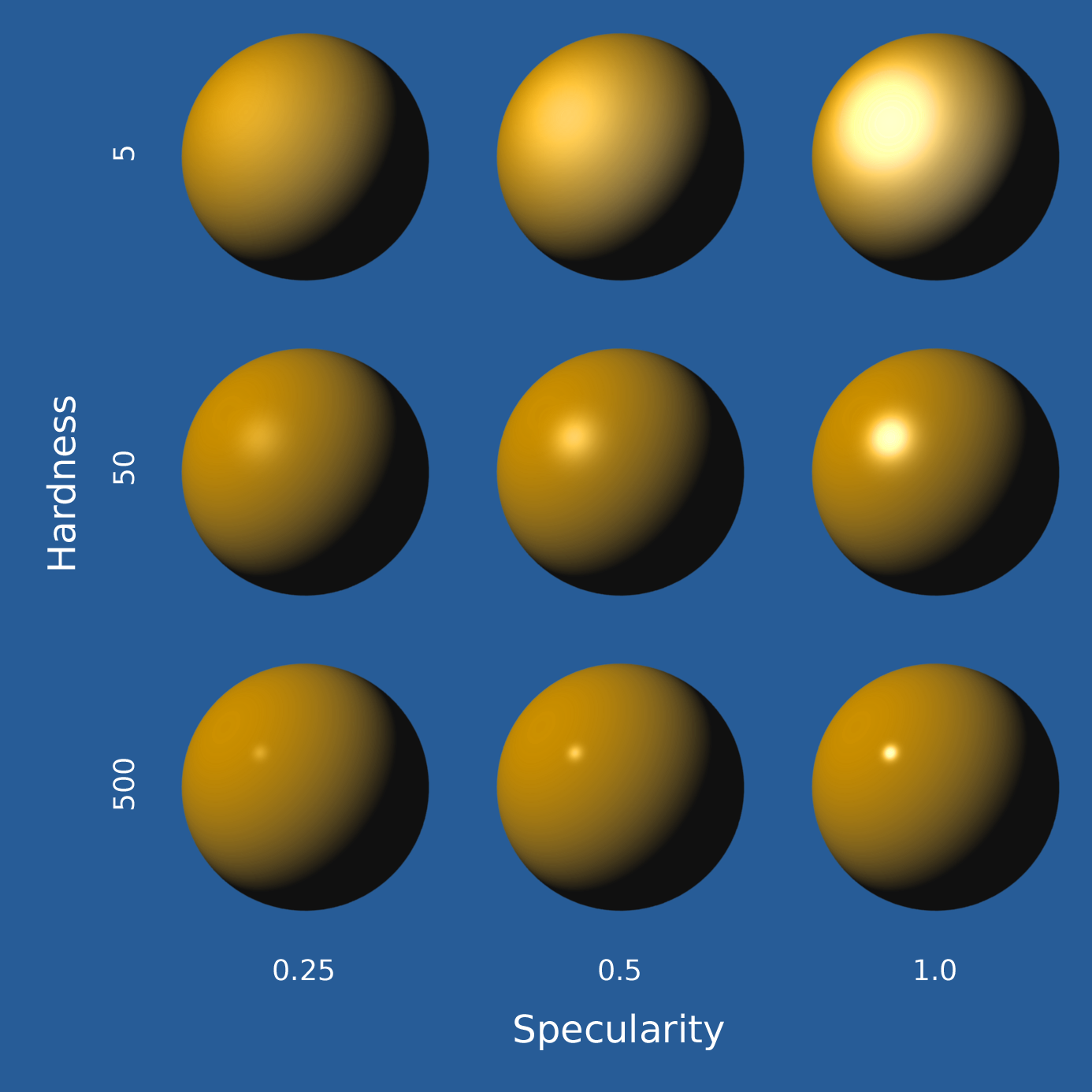
Die hellen Flecken/Glanzlichter sollen den Anschein einer glänzenden Oberfläche erwecken. Das Aussehen des Materials kann über die Härte, die die Form der Reflexion bestimmt, sowie die Specularity, die die Intensität der Reflexion bestimmt, beeinflusst werden.

Spekularität oder Specularity (von lat. speculum: „Spiegelung“) ist das Maß an Glanz, das ein Material bzw. eine Oberfläche aufweist. Der Begriff ist im Kontext von Beleuchtungsmodellen in der Computergrafik üblich.
Im Phong-Beleuchtungsmodell beispielsweise wird Glanz durch Glanzlichter angedeutet, die nur dort entstehen, wo sich die Lichtquelle selbst spiegelt. Größe und Helligkeit der Glanzlichter können je nach Material variiert werden, um ein mattes, raues oder glänzendes, glattes Aussehen zu erreichen.